# Mika Sugimoto
Pour les articles homonymes, voir Sugimoto.
Mika Sugimoto (杉本 美香, Sugimoto Mika), née le 27 août 1984 à Itami, est une judokate japonaise évoluant dans la catégorie des plus de 78 kg. Médaillée d'argent aux Jeux olympiques de 2012, elle est aussi double championne du monde et compte quatre médailles d'or dans des compétitions continentales, trois aux championnats d'Asie et une aux Jeux asiatiques.

## Palmarès

### Palmarès international
| Année | Compétition           | Lieu             | Résultat | Catégorie         |
| ----- | --------------------- | ---------------- | -------- | ----------------- |
| 2004  | Championnats d'Asie   | Almaty           | 2e       | Toutes catégories |
| 2005  | Championnats d'Asie   | Tachkent         | 1re      | Plus de 78 kg     |
| 2005  | Championnats d'Asie   | Tachkent         | 1re      | Toutes catégories |
| 2008  | Championnats du monde | Levallois-Perret | 3e       | Toutes catégories |
| 2008  | Championnats d'Asie   | Jeju             | 1re      | Toutes catégories |
| 2010  | Championnats du monde | Tokyo            | 1re      | Plus de 78 kg     |
| 2010  | Championnats du monde | Tokyo            | 1re      | Toutes catégories |
| 2010  | Jeux asiatiques       | Guangzhou        | 1re      | Plus de 78 kg     |
| 2011  | Championnats du monde | Paris            | 3e       | Plus de 78 kg     |
| 2011  | Championnats du monde | Tioumen          | 3e       | Toutes catégories |
| 2012  | Jeux olympiques       | Londres          | 2e       | Plus de 78 kg     |